# Minstrel Man
Minstrel Man è un film del 1944, diretto da Joseph H. Lewis e Edgar G. Ulmer.

## Trama
Dixie Boy Johnson è il protagonista di un minstrel show di successo nei teatri di Broadway. Durante una delle rappresentazioni sua moglie Caroline, presso un ospedale, dà alla luce la figlia, battezzata sempre Caroline. L'entusiasmo è grande, ma di lì a poco Mae White, un'amica della coppia, presente nelle quinte del teatro, riceve dalla clinica la comunicazione che Caroline (la madre) è inaspettatamente morta di parto.
Dixie Boy è sconvolto; affida la neonata a Mae ed al marito Lasses, e parte per l'Europa. Inizia una sua vita errabonda, durante la quale egli fa saltuariamente ritorno a New York, ma non riesce a contattare la figlia, anche per l'opposizione di Mae, che gli rimprovera le assenze ingiustificate, mentre lei ha cresciuto Mae come fosse la sua stessa figlia.
Dixie Boy infine, in uno dei suoi viaggi transatlantici, incorre in un naufragio della nave, e da allora figura come morto, mentre in realtà continua ad esibirsi per i facoltosi passeggeri delle imbarcazioni transoceaniche.
Quando ritorna a New York, al quindicesimo compleanno della figlia Caroline, viene accolto a braccia aperte, come un redivivo, dai suoi antichi amici e dalla stessa Mae. La giovane Caroline intanto inizia  ad esibirsi nei teatri in un ruolo che era stato del padre, e questi la reincontra, senza inizialmente che si riconoscano, sul palcoscenico.

## Colonna sonora
Nel film vengono eseguite le seguenti canzoni:
- Interpretate da Benny Fields: "Cindy", "Remember Me to Carolina" (candidata all'Oscar alla migliore canzone degli Academy Awards), "I Don't Care If the World Knows About It", "My Bamboo Cane", tutte di Harry Revel su testo di Paul Francis Webster; e "My Melancholy Baby", di Ernie Burnett, con testo di George A. Norton.
- Interpretate da Judy Clark: "Cindy" e "I Don't Care If the World Knows About It", di Ravel e Webster.
- Interpretata da John Raitt: "Shakin' Hands With the Sun", di Ravel e Webster.
- "Minstrel Man", interpretata dal coro del Minstrel show e danzata da Johnny Boyle[1].

## Produzione
La produzione del film ebbe inizio il 31 gennaio 1944, e si protrasse in un primo tempo fino al 14 febbraio dello stesso anno. Il regista Joseph Lewis, durante la realizzazione, venne chiamato alle armi e fu sostituito temporaneamente da Edgar Ulmer. La produzione venne in seguito interrotta a causa di conflitti coinvolgenti il cast e la troupe. Congedato nel marzo 1944 Lewis riprese la lavorazione e completò il film a fine aprile.

## Riconoscimenti
Il film ebbe due nomination agli Oscar:
- Oscar alla migliore canzone: Harry Revel e Paul Francis Webster per "Remember Me to Carolina" (il premio venne poi assegnato a Jimmy Van Heusen e Johnny Burke per la canzone Swinging on a Star inclusa nel film La mia via).
- Oscar alla migliore colonna sonora: Ferde Grofé e Leo Erdody (premi assegnati a Carmen Dragon e Morris Stoloff per il film Fascino).